# 加藤耕一
加藤 耕一（かとう こういち、1973年 - ）は、西洋建築史学者、東京大学教授。母は児童文学作家の加藤純子。

## 経歴
東京都生まれ。世田谷区二子玉川で育つ。東京学芸大学附属世田谷小学校、東京学芸大学附属世田谷中学校、東京学芸大学教育学部附属高等学校卒業。1991年に東京大学理科一類に入学し、2年生の時にライアン・ホワイト『エイズと闘った少年の記録』を翻訳出版。続いて『ぼくの生活』を刊行。1995年東京大学工学部建築学科卒業。2001年東京大学大学院工学系研究科建築学専攻博士課程修了、「ゴシック様式の成立過程に関する研究 初期ゴシック時代の建築と社会」で工学博士。
2002年東京理科大学理工学部助手。2004年パリ第4大学（パリ＝ソルボンヌ）客員研究員。2009年近畿大学工学部講師。2011年東京大学大学院工学系研究科建築学専攻准教授、2018年同教授。

## 受賞歴
- 2004年日本建築学会奨励賞受賞[2]。
- 2017年、『時がつくる建築　リノベーションの西洋建築史』でサントリー学芸賞受賞。

## 著書
- 『ぼくの生活 友だち・サッカー・ジャズ・受験……そして恋する気持ち?』国井節絵 ポプラ社 心にのこる文学 1994
- 『「幽霊屋敷」の文化史』講談社現代新書、2009
- 『ゴシック様式成立史論』中央公論美術出版 2012
- 『時がつくる建築　リノベーションの西洋建築史』東京大学出版会 2017

### 翻訳
- ライアン=ホワイト,アン=マリー=カニンガム『エイズと闘った少年の記録』ポプラ社 心にのこる文学、1992
- J.A.バーンズ『アミスタッド 誇り高き自由への闘い』ポプラ社 1998